# Албен Баркли
Албен Вилијам Баркли (енгл. Alben William Barkley; Округ Грејвс, 24. новембар 1877 — Лексингтон, 30. април 1956) је био амерички политичар који је служио као 35. потпредседник Сједињених Држава у периоду од 1949. до 1953, за време мандата председника Харија Трумана. Био је члан Демократске странке, а пре функције потпредседника је служио као члан Представничког дома (1913—1927) и Сената (1927—1949) из Кентакија.
Након неуспешне кандидатуре на председничким изборима 1952, Баркли је 1954. поново изабран у Сенат након победе над Џоном Шерманом Купером. Умро је 1956. године.

### Примарни извори
- , усмена предаја
- , мемоари

### Секундарни извори
- Libbey, James K. (1992). „Barkley, Alben William”.  Ур.: John E. Kleber. The Kentucky Encyclopedia. Associate editors: Thomas D. Clark, Lowell H. Harrison, and James C. Klotter. Lexington, Kentucky: The University Press of Kentucky. ISBN 978-0-8131-1772-0. Архивирано из оригинала 15. 04. 2013. г. Приступљено 21. 12. 2011.